# Riedeliops vladislavi
Riedeliops vladislavi es una especie de coleóptero de la familia Attelabidae.

## Distribución geográfica
Habita en Singapur.